# Louis Comte (pasteur)
Pour les articles homonymes, voir Comte (homonymie) et Louis Comte (homonymie).
Louis Comte, né le 9 juin 1857 à Saint-Jean-de-Maruéjols-et-Avéjan dans le Gard et mort le 30 mai 1926 à Saint-Étienne dans la Loire, est un pasteur protestant français. Socialiste, dreyfusard et représentant éminent du christianisme social, il est réputé pour ses talents d'orateur, pour son action en faveur des droits de l'homme et de la moralité, et pour son œuvre sociale.

## Biographie

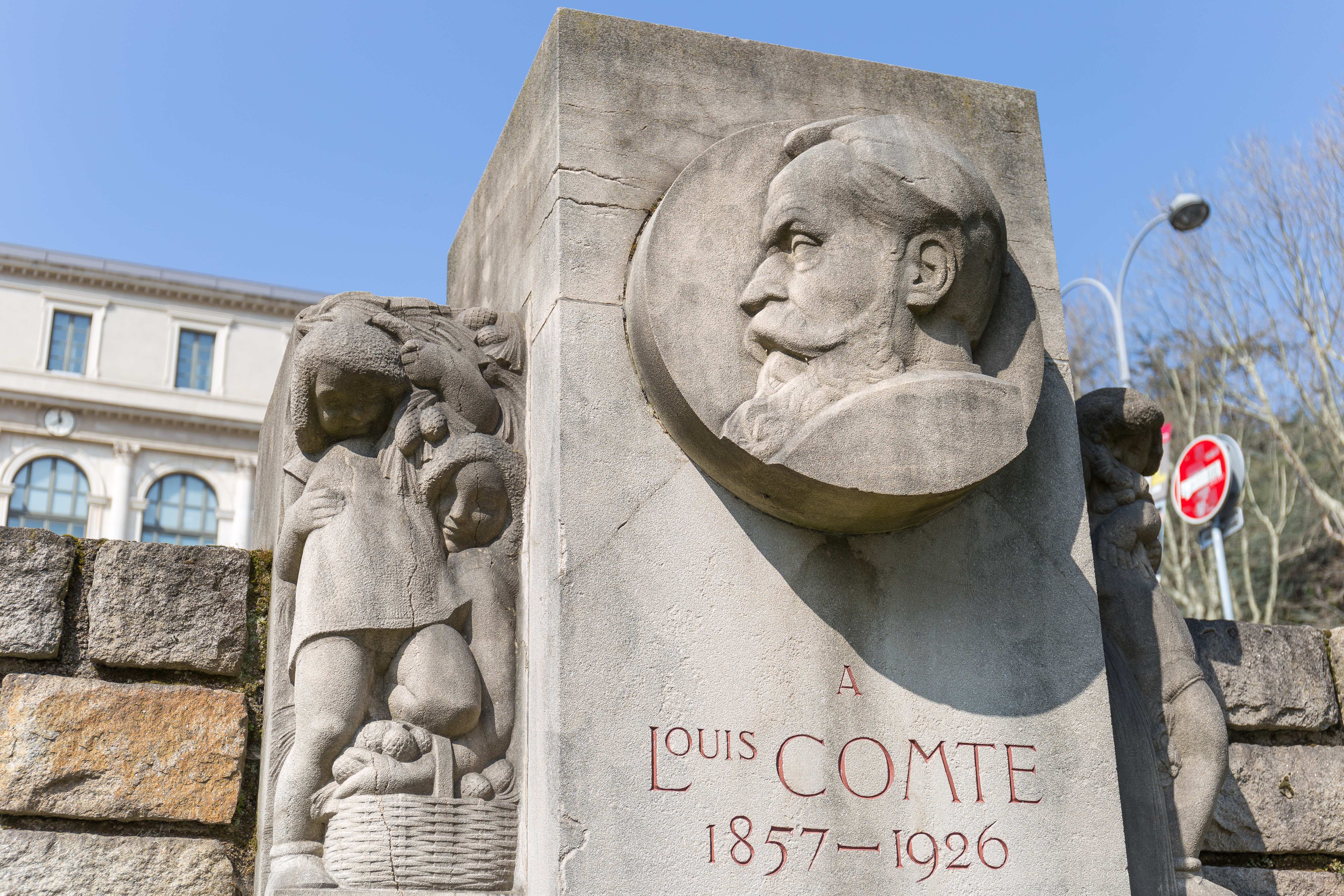
Monument à la mémoire de Louis Comte sur la place qui porte son nom, inauguré en 1931. Oeuvre du sculpteur Alfred Rochette (1890-1934)

Pierre Louis Frédéric Comte est né en 1857 dans une famille paysanne, dans le hameau d'Avéjan. Il commence par vivre dans les champs, puis suit des études dans une école du quartier des Batignolles à Paris. Après des études théologiques à la faculté de théologie protestante de Montauban puis à l'université de Genève, il est reçu bachelier en théologie en 1882. 
D'abord nommé à Nîmes, il y est jugé de tendance trop socialiste. Appelé ensuite à Saint-Étienne, le pasteur Comte crée dès son arrivée en 1884, une section locale de la Ligue pour le relèvement de la moralité publique, et devient secrétaire général de cette ligue en 1893. Il fonde des bibliothèques populaires, le sou des écoles, une boulangerie coopérative à Rive-de-Gier, la section stéphanoise de la Ligue des droits de l'homme. Partisan du progrès social et proche de la classe ouvrière, il donne de nombreuses conférences dans toute la France contre l'alcoolisme et la prostitution. Il est comparé à Jean Jaurès pour ses talents d'orateur.
Lors de l'affaire Dreyfus, il prend parti publiquement pour Alfred Dreyfus et préside une réunion en sa faveur le 26 février 1899. Sa prise de position est controversée ; le gouvernement suspend son traitement, puis annule cette mesure en octobre 1899.
Le pasteur Comte fonde en 1892 son œuvre la plus célèbre : L'Œuvre des enfants à la montagne, qui envoie chaque été de jeunes enfants du bassin stéphanois dans sur le plateau Vivarais-Lignon. Il participe par ailleurs à la création en 1899 de La Tribune Républicaine, revue anticléricale de gauche, et la dirige pendant deux ans, .
Il devient secrétaire général de l'Office départemental des pupilles de la Nation en 1921, et préside le cercle forézien de la Ligue de l'enseignement. 
Louis Comte était célèbre tant pour son action contre les tenanciers et les cabarets que pour son soutien à la classe ouvrière et aux femmes (n'hésitant pas, le cas échéant, à utiliser la désobéissance civique pour défendre ces dernières). Malgré sa défense de la moralité publique, rétrospectivement très conservatrice, il pouvait ainsi être décrit, à sa mort en 1926, comme un « libéral d'extrême-gauche », terme qui synthétise la complexité de ses vues politiques .

## Distinctions et hommages
- Chevalier de la Légion d'honneur, 1920, sur contingent du ministère de l'Intérieur[5],[7].
- Un monument et une place lui sont dédiés à Saint-Étienne en 1931[5].
- Une place porte son nom dans l'ancienne commune d'Izieux (Saint-Chamond, depuis 1964).